# Asteridiella phyllanthi
Asteridiella phyllanthi är en svampart som först beskrevs av Deighton, och fick sitt nu gällande namn av Clifford George Hansford 1957. Asteridiella phyllanthi ingår i släktet Asteridiella och familjen Meliolaceae.   Inga underarter finns listade i Catalogue of Life.